# Епархия Цзинсяня
Епархия Цзинсяня (лат. Dioecesis Chimsciensis, кит. 中文: 景縣) — епархия Римско-Католической Церкви в уезде Цзинсянь, городской округ Сюаньчэн, провинция Аньхой, Китай. Епархия Цзинсяня входит в пекинскую архиепархию.

## История
24 апреля 1939 года Апостольская префектура Цзинсяня была преобразована в Апостольский викариат Цзинсяня. 9 января 1947 года Апостольский викариат Цзинсяня был преобразован в епархию Цзинсяня.

## Ординарии епархии
- священник Leopoldo Brellinger SJ (4.05.1939 г. — 9.01.1947 г.) — ординарий Апостольского викариата Цзинсяня;
- епископ Leopoldo Brellinger SJ (9.01.1947 г. — 12.09.1967 г.) — ординарий епархии Цзинсяня.

## Источник
- Annuario pontificio, 2002